# Odor

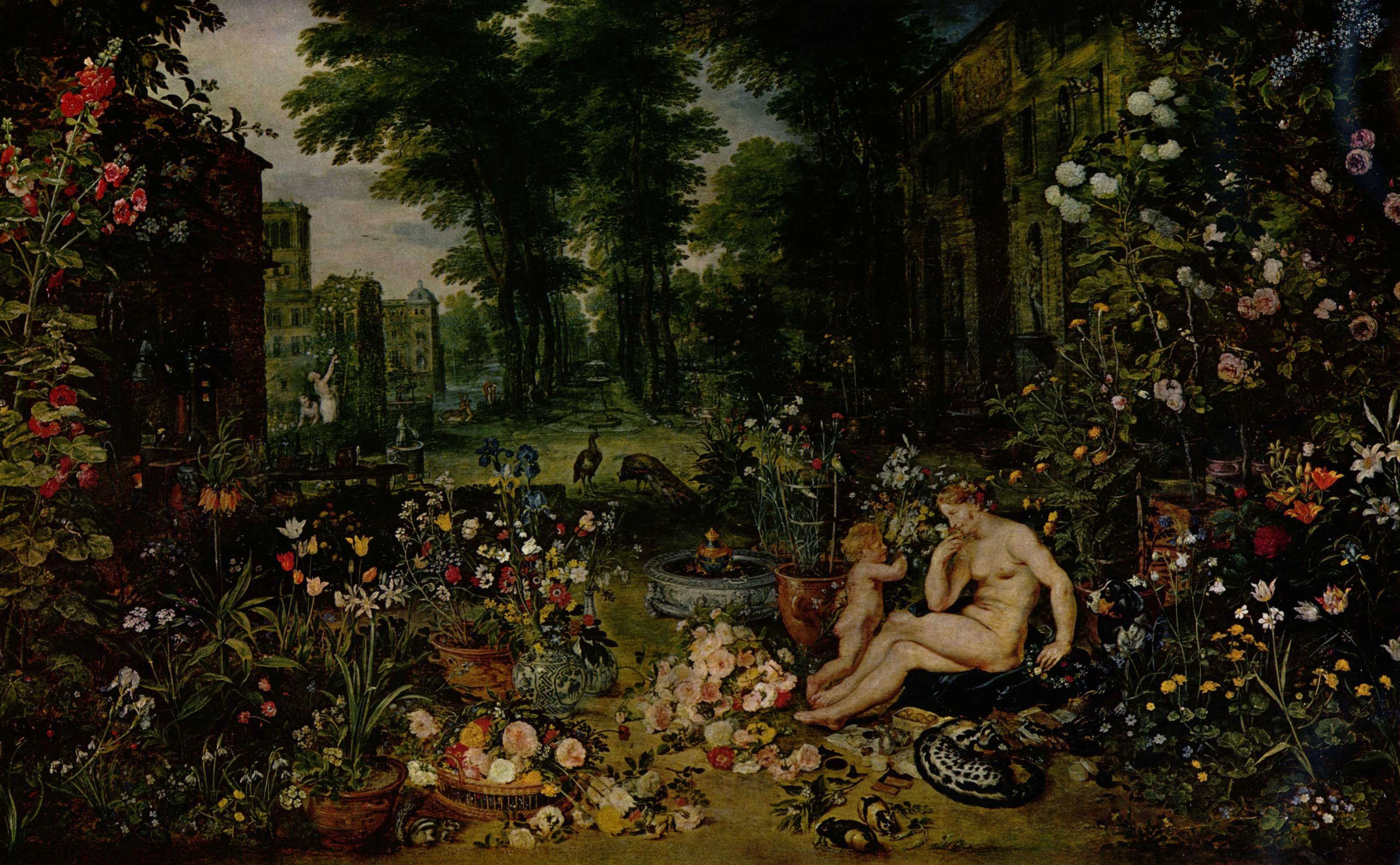
"Cheiro", da Alegoria dos Sentidos de Jan Brueghel, o Velho, Museu do Prado

Um odor é causado por um ou mais compostos químicos volatilizados que geralmente são encontrados em baixas concentrações que humanos e muitos animais podem perceber através do olfato. Um odor também é chamado de “cheiro” ou “perfume”, que pode se referir a um odor agradável ou desagradável.
Embora "odor" e "cheiro" possam se referir a odores agradáveis e desagradáveis, os termos "perfume", "aroma" e "fragrância" são geralmente reservados para odores com cheiro agradável e são frequentemente usados na indústria alimentícia e cosmética para descrever aromas florais ou para se referir a perfumes.

## Dicas comportamentais
A percepção do odor é um processo complexo que envolve o sistema nervoso central e pode evocar respostas psicológicas e fisiológicas. Como o sinal olfativo termina na amígdala ou próximo a ela, os odores estão fortemente ligados às memórias e podem evocar emoções. A amígdala participa do processamento hedônico ou emocional dos estímulos olfativos. Os odores podem perturbar a nossa concentração, diminuir a produtividade, evocar sintomas e, em geral, aumentar a antipatia por um ambiente. Os odores podem impactar o gosto por uma pessoa, lugar, alimento ou produto como forma de condicionamento. As memórias recordadas por odores são significativamente mais emocionais e evocativas do que aquelas recordadas pela mesma sugestão apresentada visual ou auditivamente. Os odores podem ser condicionados a estados experienciais e, quando encontrados posteriormente, têm influências direcionais no comportamento. Fazer uma tarefa frustrante numa sala perfumada diminui o desempenho de outras tarefas cognitivas na presença do mesmo odor. Animais não humanos comunicam seus estados emocionais por meio de mudanças no odor corporal, e os odores do corpo humano são indicativos do estado emocional.
Os odores corporais humanos influenciam as relações interpessoais e estão envolvidos em comportamentos adaptativos, como o apego parental em crianças ou a escolha de parceiros em adultos. O odor corporal está envolvido no desenvolvimento do apego bebê-mãe e é essencial para o desenvolvimento social e emocional da criança e evoca sentimentos de segurança. A segurança criada pelos odores corporais familiares dos pais pode contribuir significativamente para o processo de apego. Os odores do corpo humano também podem afetar a escolha do parceiro. Fragrâncias são comumente usadas para aumentar a atratividade sexual e induzir a excitação sexual. Os pesquisadores descobriram que as pessoas escolhem perfumes que interagem bem com o odor corporal.
O odor corporal é uma pista sensorial crítica para a seleção de parceiros em humanos porque é um sinal de saúde imunológica. As mulheres preferem homens com genótipos do complexo principal de histocompatibilidade (CPH) e odor diferente deles, especialmente durante a ovulação. Diferentes alelos do CPH são favoráveis porque diferentes combinações de alelos maximizariam a proteção contra doenças e minimizariam mutações recessivas na prole. Biologicamente, as fêmeas tendem a selecionar parceiros "que tenham maior probabilidade de garantir a sobrevivência da prole e, assim, aumentar a probabilidade de que sua contribuição genética seja reprodutivamente viável."
Estudos sugeriram que as pessoas podem estar usando sinais de odor associados ao sistema imunológico para selecionar parceiros. Utilizando uma técnica de imagiologia cerebral, investigadores suecos demonstraram que os cérebros dos homens gays e heterossexuais respondem de maneiras diferentes a dois odores que podem estar envolvidos na excitação sexual, e que os homens gays respondem da mesma forma que as mulheres heterossexuais, embora isso possa não será determinado se isso foi causa ou efeito. O estudo foi ampliado para incluir mulheres lésbicas; os resultados foram consistentes com descobertas anteriores de que as mulheres lésbicas não respondiam tão bem aos odores identificados pelos homens, enquanto a sua resposta aos sinais femininos era semelhante à dos homens heterossexuais. Segundo os pesquisadores, esta pesquisa sugere um possível papel dos feromônios humanos na base biológica da orientação sexual.
Um odor pode sugerir a lembrança de uma memória distante. A maioria das memórias relacionadas ao odor vem da primeira década de vida, em comparação com as memórias verbais e visuais que geralmente vêm dos dez aos trinta anos de vida. As memórias evocadas por odores são mais emocionais, associadas a sentimentos mais fortes de ser trazido de volta no tempo e têm sido pensadas com menos frequência em comparação com as memórias evocadas por outras pistas.

### Uso nodesign
O sentido do olfato não é esquecido como forma de comercialização de produtos. A aplicação deliberada e controlada de perfume é usada por designers, cientistas, artistas, perfumistas, arquitetos e chefs. Algumas aplicações de aromas em ambientes são em cassinos, hotéis, clubes privados e automóveis novos. Por exemplo, "técnicos do Sloan-Kettering Cancer Center de Nova Iorque dispersam óleo com aroma de baunilha no ar para ajudar os pacientes a lidar com os efeitos claustrofóbicos dos testes de ressonância magnética. Aromas são usados na Junta Comercial de Chicago para reduzir o nível de decibéis no pregão."